# Felixstowe Fury
Felixstowe Fury (serial N123), còn gọi là Porte Super Baby, là một loại tùa bay ba tầng cánh cỡ lớn của Anh.

## Quốc gia sử dụng
Anh Quốc
- Seaplane Experimental Station, Felixstowe

## Tính năng kỹ chiến thuật Fury (Porte Super Baby)
Dữ liệu lấy từ Bruce, J.M., The Felixstowe Flying Boats, Part 3 ,
Đặc điểm tổng quát
- Kíp lái: 7
- Sức chứa: 24
- Chiều dài: 63 ft 2 in (19,26 m)
- Sải cánh: 123 ft (37,5 m)
- Chiều cao: 27 ft 6 in (8,38 m)
- Diện tích cánh: 3.108 ft² (288,8 m²)
- Trọng lượng rỗng: 18.563 lb (8.438 kg)
- Trọng lượng có tải: 25.263 lb (11.483 m)
- Động cơ: 5 × Rolls-Royce Eagle VIII động cơ piston thẳng hàng, 334 hp (249 kW)  mỗi chiếc

 Hiệu suất bay 
- Vận tốc cực đại: 97 mph (156 km/h)
- Trần bay: 12.000 ft (3.660 m)
- Vận tốc lên cao: 353 ft/phút lên độ cao 10.000 ft (108 m/phút lên độ cao 3.048 m)

Trang bị vũ khí

- 4 súng máy
- bombs